# Ensigné
Ensigné est une commune du centre-ouest de la France située dans le département des Deux-Sèvres en région Nouvelle-Aquitaine. L'orthographe ancienne est Ansigné ou même Ansigny (actes d'État-civil de la commune d'Aulnay).

## Géographie
Ensigné se trouve en bordure du département de la Charente-Maritime, dans un environnement extrêmement boisé à proximité des forêts d'Aulnay et d'Ensigné.
Les écoles maternelles et primaires sont regroupées avec les communes d'Asnières-en-Poitou et Paizay-le-Chapt.

### Communes limitrophes
| Villiers-sur-Chizé               | Villefollet                                  | Juillé             |
| La Villedieu (Charente-Maritime) | Ensigné                                      | Asnières-en-Poitou |
|                                  | Saint-Mandé-sur-Brédoire (Charente-Maritime) |                    |

### Climat
Pour des articles plus généraux, voir Climat de la Nouvelle-Aquitaine et Climat des Deux-Sèvres.
Historiquement, la commune est exposée à un climat océanique limousin.  
En 2020, Météo-France publie une typologie des climats de la France métropolitaine dans laquelle la commune est exposée à un climat océanique et est dans la région climatique  Poitou-Charentes, caractérisée par un bon ensoleillement, particulièrement en été et des vents modérés.
Pour la période 1971-2000, la température annuelle moyenne est de 12,3 °C, avec une amplitude thermique annuelle de 14,7 °C. Le cumul annuel moyen de précipitations est de 893 mm, avec 11,6 jours de précipitations en janvier et 7,3 jours en juillet. Pour la période 1991-2020, la température moyenne annuelle observée sur la station météorologique la plus proche, située sur la commune de Villiers-Couture à 14 km à vol d'oiseau, est de 12,6 °C et le cumul annuel moyen de précipitations est de 908,2 mm,. Pour l'avenir, les paramètres climatiques de la commune estimés pour 2050 selon différents scénarios d’émission de gaz à effet de serre sont consultables sur un site dédié publié par Météo-France en novembre 2022.

## Urbanisme

### Typologie
Au 1er janvier 2024, Ensigné est catégorisée commune rurale à habitat dispersé, selon la nouvelle grille communale de densité à sept niveaux définie par l'Insee en 2022.
Elle est située hors unité urbaine et hors attraction des villes,.

### Occupation des sols
L'occupation des sols de la commune, telle qu'elle ressort de la base de données européenne d’occupation biophysique des sols Corine Land Cover (CLC), est marquée par l'importance des territoires agricoles (66 % en 2018), une proportion sensiblement équivalente à celle de 1990 (66,4 %). La répartition détaillée en 2018 est la suivante : 
terres arables (58,1 %), forêts (24,4 %), milieux à végétation arbustive et/ou herbacée (8 %), zones agricoles hétérogènes (4,3 %), prairies (3,7 %), zones urbanisées (1,6 %). L'évolution de l’occupation des sols de la commune et de ses infrastructures peut être observée sur les différentes représentations cartographiques du territoire : la carte de Cassini (XVIIIe siècle), la carte d'état-major (1820-1866) et les cartes ou photos aériennes de l'IGN pour la période actuelle (1950 à aujourd'hui).

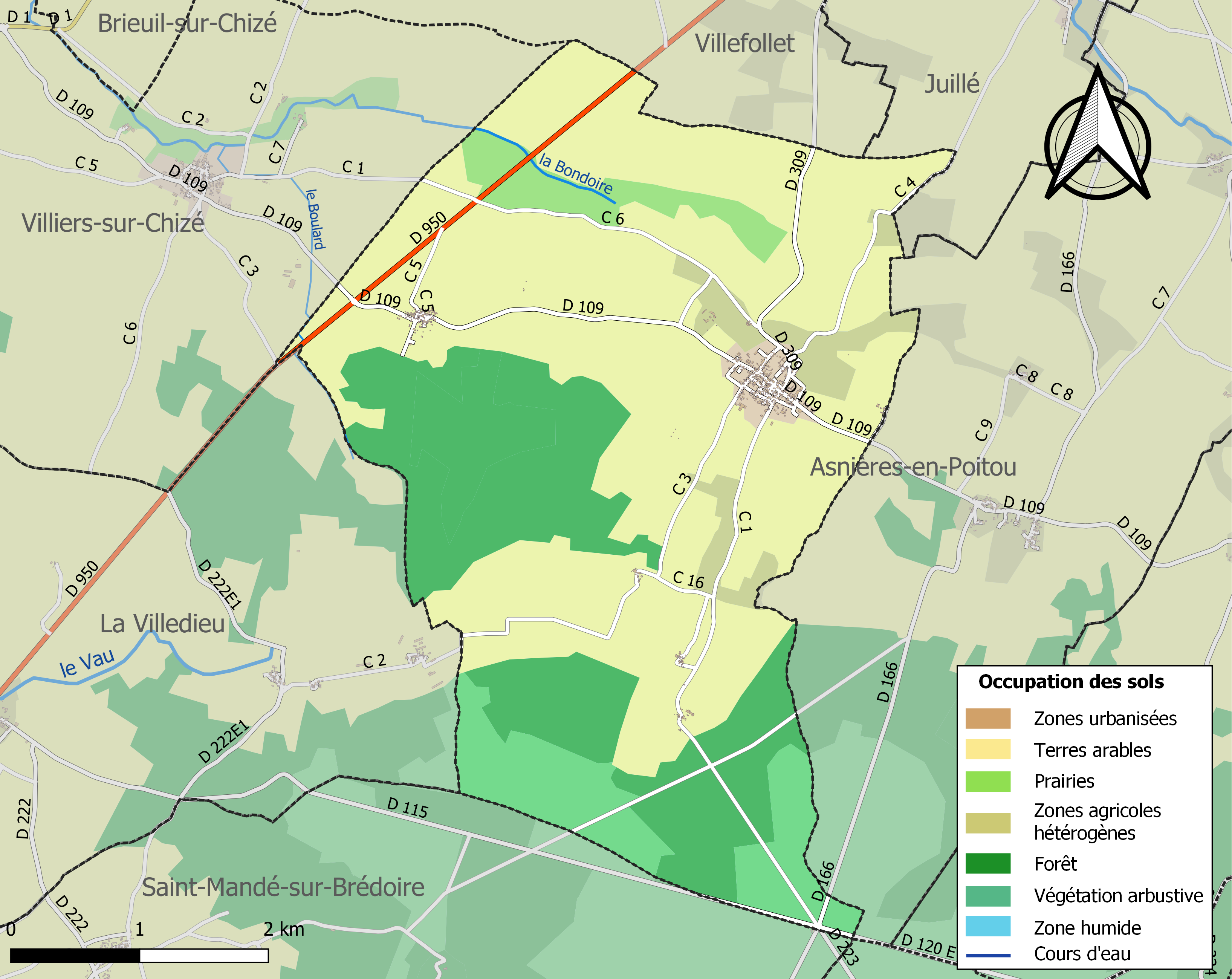
Carte des infrastructures et de l'occupation des sols de la commune en 2018 (CLC).

### Risques majeurs
Le territoire de la commune d'Ensigné est vulnérable à différents aléas naturels : météorologiques (tempête, orage, neige, grand froid, canicule ou sécheresse), mouvements de terrains et séisme (sismicité modérée). Il est également exposé à un risque technologique,  le transport de matières dangereuses. Un site publié par le BRGM permet d'évaluer simplement et rapidement les risques d'un bien localisé soit par son adresse soit par le numéro de sa parcelle.

#### Risques naturels

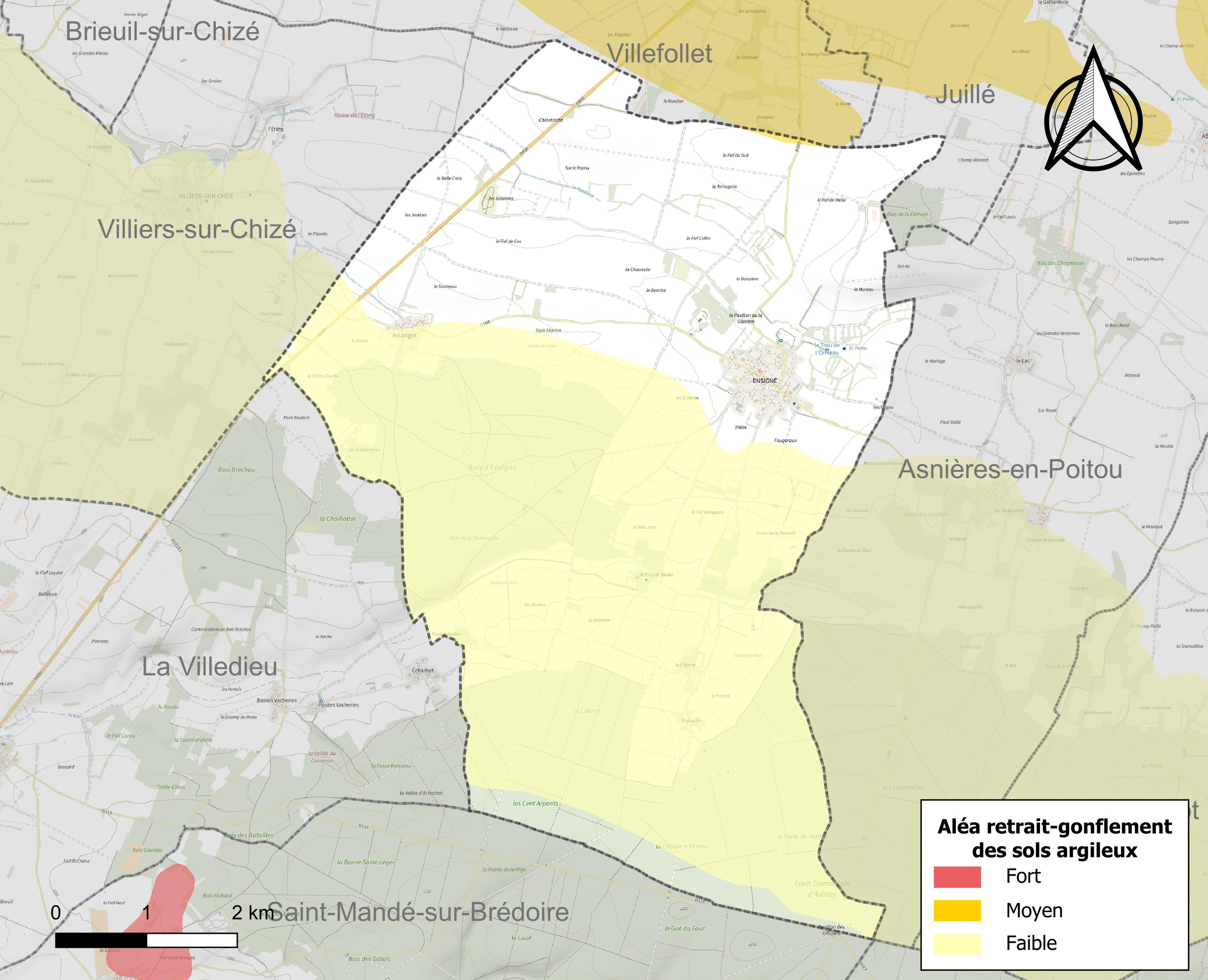
Carte des zones d'aléa retrait-gonflement des sols argileux d'Ensigné.

Les mouvements de terrains susceptibles de se produire sur la commune sont des tassements différentiels. Le retrait-gonflement des sols argileux est susceptible d'engendrer des dommages importants aux bâtiments en cas d’alternance de périodes de sécheresse et de pluie. 0,1 % de la superficie communale est en aléa moyen ou fort (54,9 % au niveau départemental et 48,5 % au niveau national). Depuis le 1er octobre 2020, en application de la loi ELAN, différentes contraintes s'imposent aux vendeurs, maîtres d'ouvrages ou constructeurs de biens situés dans une zone classée en aléa moyen ou fort,.
La commune a été reconnue en état de catastrophe naturelle au titre des dommages causés par les inondations et coulées de boue survenues en 1982, 1999 et 2010 et par des mouvements de terrain en 1999 et 2010.

## Histoire
L'histoire de la commune est très liée à celle des Templiers. En effet, Ensigné abrite une commanderie (aujourd'hui propriété privée) composée de bâtiments conventuels et agricoles, d'une chapelle et d'un château.
La commanderie a été réunie en une seule propriété en 2019 et les bâtiments sont hors d'eau.
Depuis 1994, la commune appartient à la communauté de communes du Val de Boutonne.

## Politique et administration
| Période   | Période  | Identité       | Étiquette | Qualité                  |
| --------- | -------- | -------------- | --------- | ------------------------ |
| mars 2001 | En cours | Bernard Belaud | UMP, LR   | Conseiller départemental |

## Population et société

### Démographie
À partir du XXIe siècle, les recensements réels des communes de moins de 10 000 habitants ont lieu tous les cinq ans. Pour Ensigné, cela correspond à 2007, 2012, 2017, etc. Les autres dates de « recensements » (2006, 2009, etc.) sont des estimations légales.
| 1793 | 1800 | 1806 | 1821 | 1831 | 1836 | 1841 | 1846 | 1851 |
| ---- | ---- | ---- | ---- | ---- | ---- | ---- | ---- | ---- |
| 599  | 610  | 610  | 602  | 697  | 654  | 679  | 672  | 620  |

| 1856 | 1861 | 1866 | 1872 | 1876 | 1881 | 1886 | 1891 | 1896 |
| ---- | ---- | ---- | ---- | ---- | ---- | ---- | ---- | ---- |
| 619  | 633  | 623  | 587  | 600  | 606  | 560  | 538  | 479  |

| 1901 | 1906 | 1911 | 1921 | 1926 | 1931 | 1936 | 1946 | 1954 |
| ---- | ---- | ---- | ---- | ---- | ---- | ---- | ---- | ---- |
| 493  | 513  | 466  | 453  | 444  | 426  | 444  | 387  | 400  |

| 1962 | 1968 | 1975 | 1982 | 1990 | 1999 | 2006 | 2007 | 2012 |
| ---- | ---- | ---- | ---- | ---- | ---- | ---- | ---- | ---- |
| 412  | 379  | 311  | 296  | 282  | 270  | 271  | 272  | 293  |

| 2017 | 2022 | - | - | - | - | - | - | - |
| ---- | ---- | - | - | - | - | - | - | - |
| 286  | 288  | - | - | - | - | - | - | - |

## Lieux et monuments
- Église Sainte-Radegonde d'Ensigné.

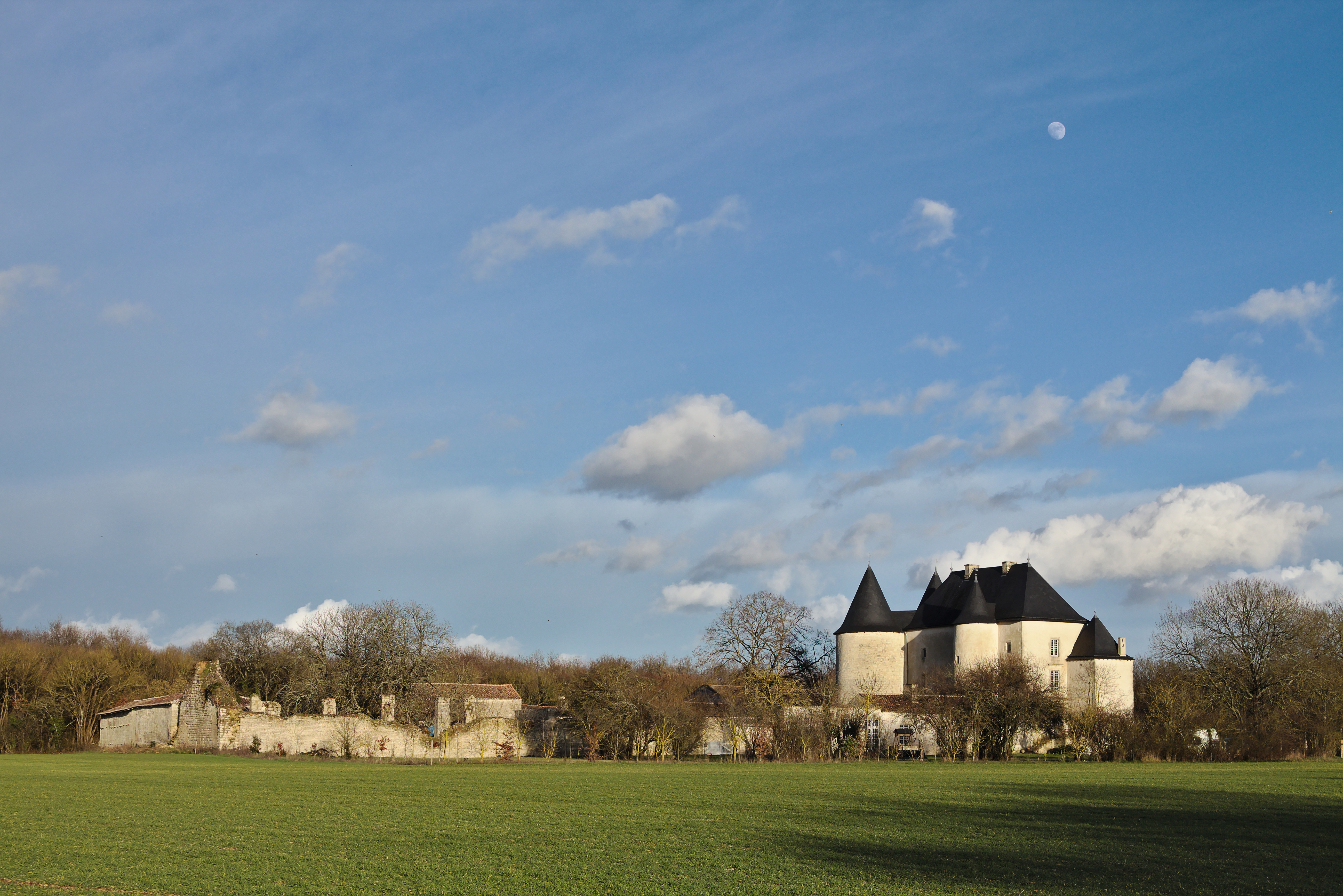
Ancienne commanderie de templiers.

## Personnalités liées à la commune
- Michel Bernard (1934-2004), écrivain français né à Ensigné. Il est notamment l'auteur de Brouage (paru en 1967, éd. L'Age d'Homme - Prix Saintonge), qui évoque la passion de Louis XIV pour Marie Mancini.
- Jacques Merveilleux de Mortafond, député à l'Assemblée législative (1791-1792).